# 7197 Pieroangela
7197 Pieroangela è un asteroide della fascia principale. Scoperto nel 1994 dagli astronomi Andrea Boattini e Maura Tombelli, presenta un'orbita caratterizzata da un semiasse maggiore pari a 2,6233961 UA e da un'eccentricità di 0,2307984, inclinata di 7,19489° rispetto all'eclittica.
È stato denominato così in onore del celebre divulgatore scientifico italiano Piero Angela.